# Dino (drengenavn)
 For alternative betydninger, se Dino. (Se også artikler, som begynder med Dino)
Dino er et nyt drengenavn i Danmark.[kilde mangler] Der er omkring 160 personer med drengenavnet Dino i Danmark.